# Longuich

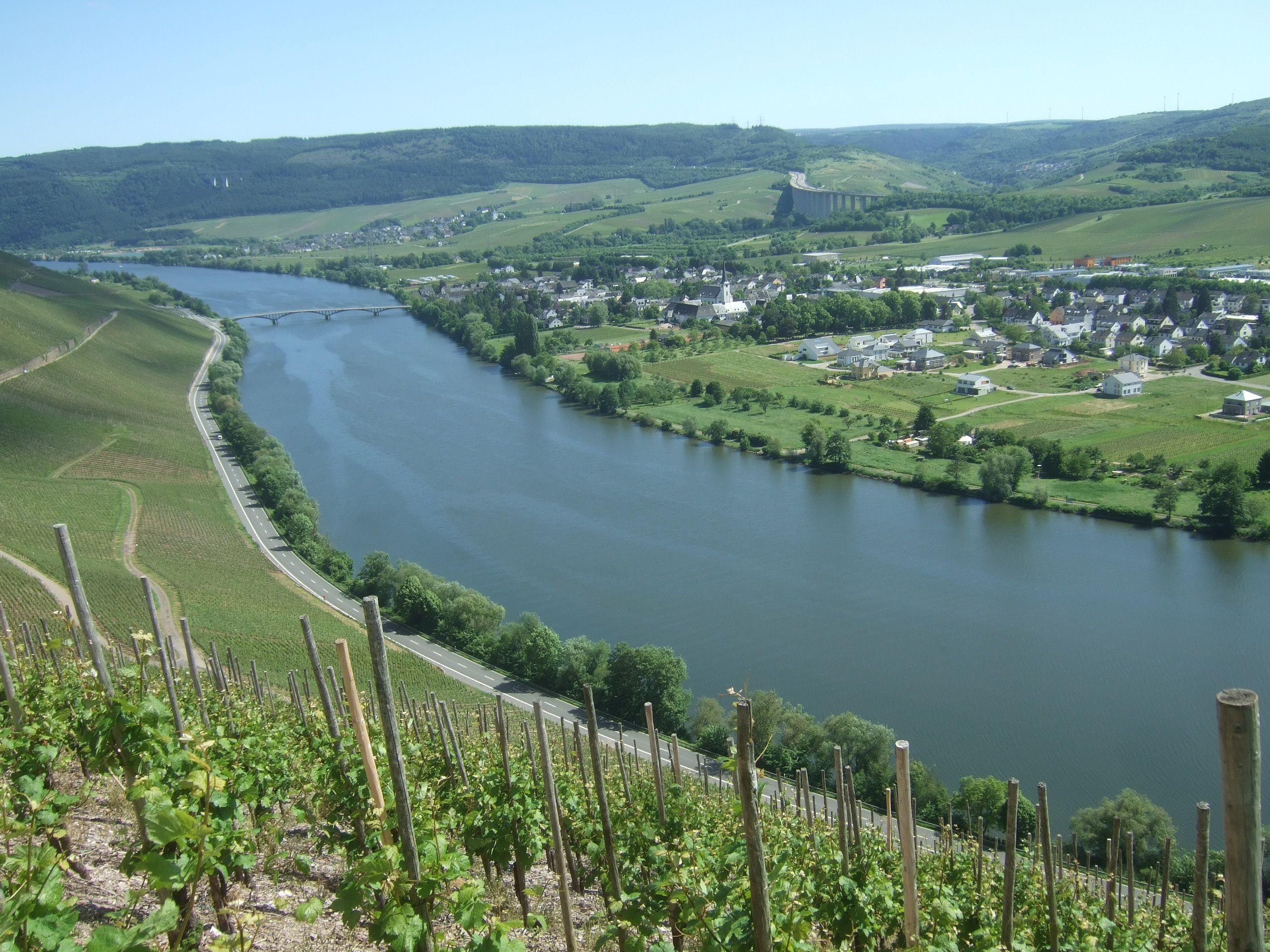
Longuich

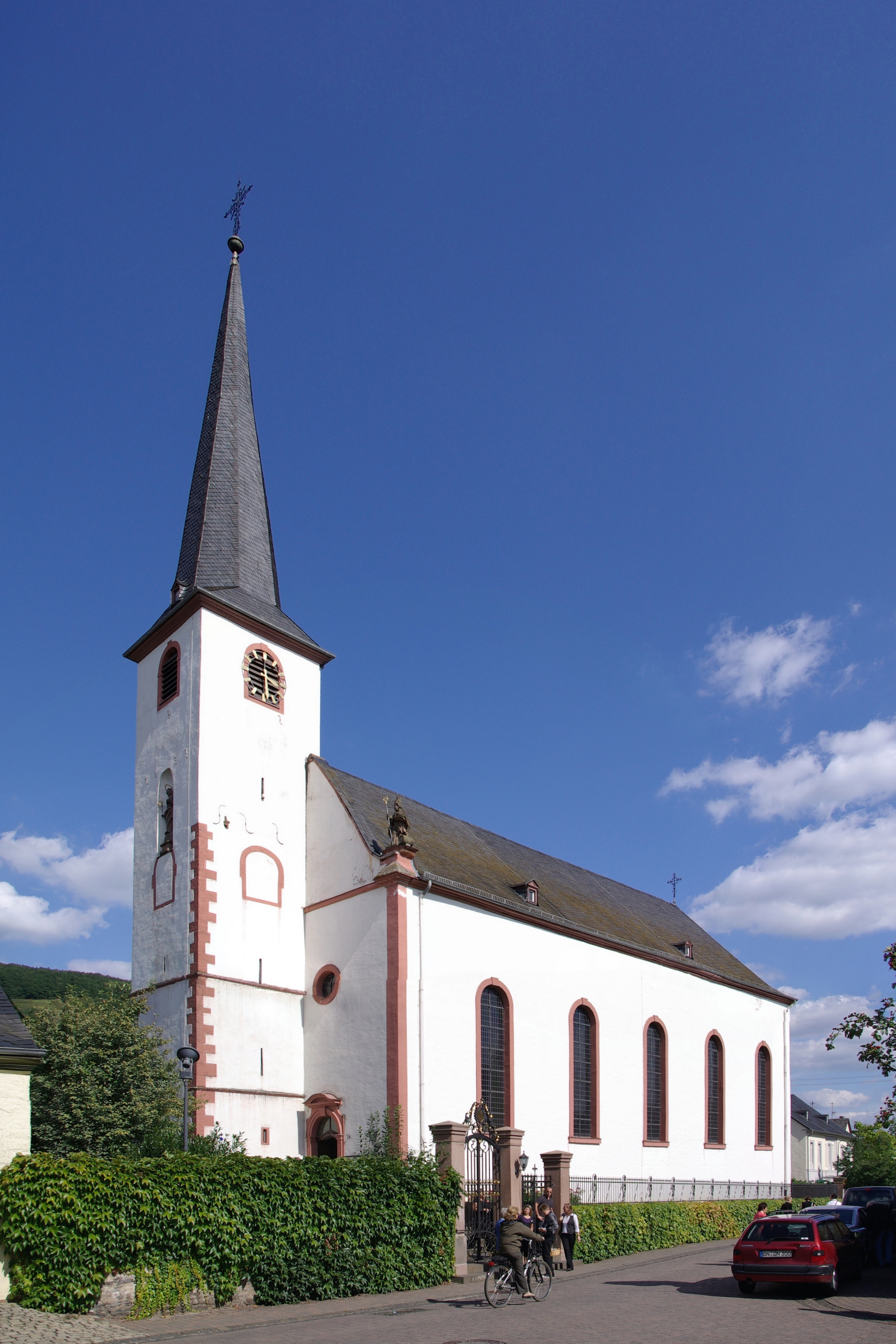
Katholische Pfarrkirche St. Laurentius

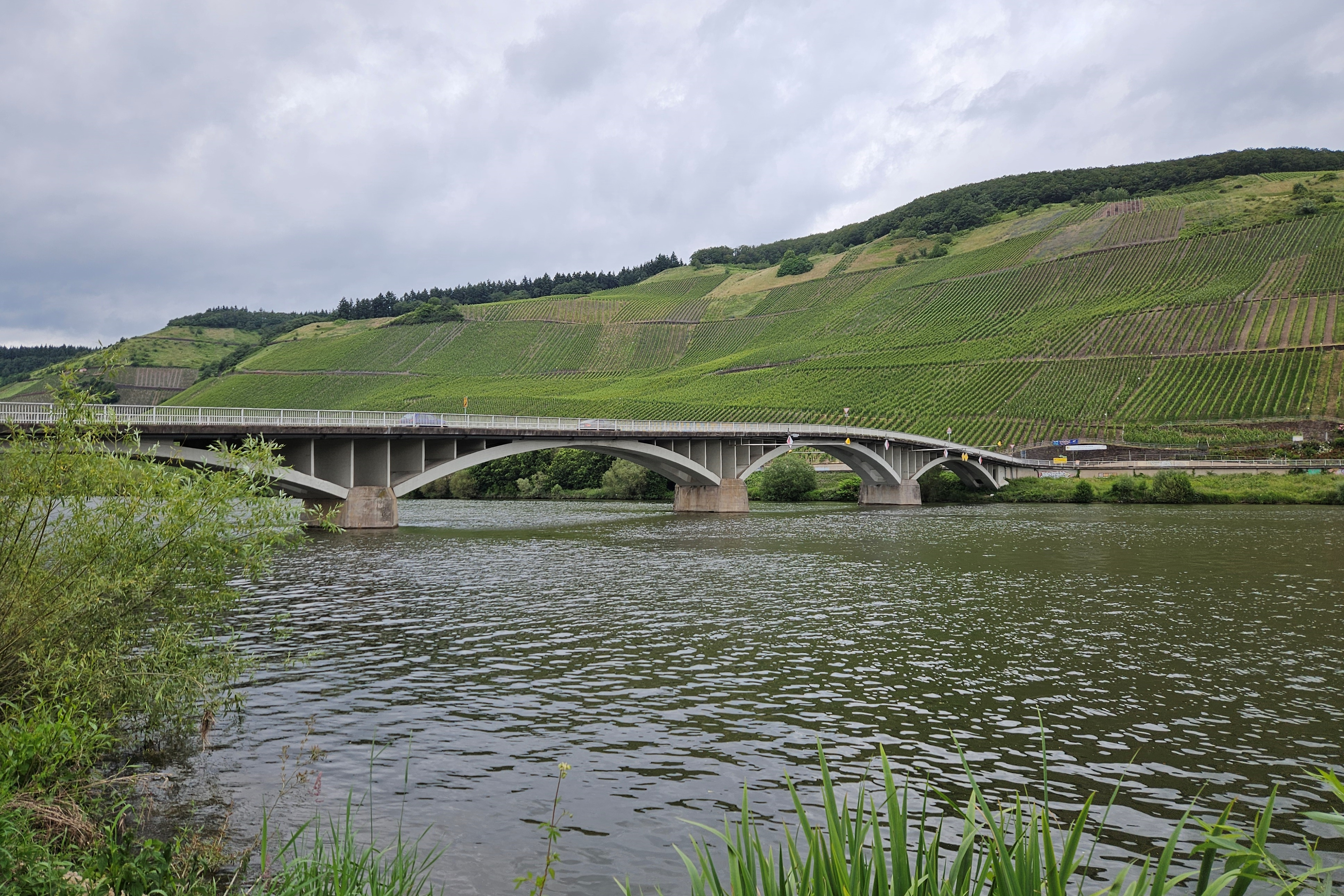
Moselbrücke Longuich

Longuich ([ˈlɔŋɡɪç]) ist eine Ortsgemeinde im Landkreis Trier-Saarburg in Rheinland-Pfalz. Sie gehört der Verbandsgemeinde Schweich an der Römischen Weinstraße an. Der Ort liegt am rechten Moselufer im moselfränkischen Sprachraum.

## Ortsteile
Die Gemeinde besteht aus den Ortsteilen Longuich, Kirsch und Sang-Neuhaus (an der Landesstraße 151).

## Geschichte
Longuich ist ein galloromanischer (genauer: moselromanischer) Ortsname (gesprochen: Long_gich), der sich von einer Gründung aus dem 1. Jahrhundert namens Longus Vicus (langes Dorf, langes Viertel) ableitet. Der Ort ist mindestens seit der Römerzeit besiedelt, darauf weisen diverse Funde, insbesondere die Villa Urbana, deren rekonstruierter Badetrakt besichtigt werden kann, hin.
Anfang des 19. Jh. entstand aus der französischen Mairie Longuich die preußische Bürgermeisterei Longuich.

## Politik

### Gemeinderat
Der Ortsgemeinderat in Longuich besteht aus 16 Ratsmitgliedern, die bei der Kommunalwahl am 9. Juni 2024 in einer personalisierten Verhältniswahl gewählt wurden, und dem ehrenamtlichen Ortsbürgermeister als Vorsitzendem.
Die Sitzverteilung im Ortsgemeinderat:
| Wahl | SPD | CDU | WGZ a | WGB b | Gesamt   |
| ---- | --- | --- | ----- | ----- | -------- |
| 2024 | 3   | 7   | 4     | 2     | 16 Sitze |
| 2019 | 3   | 6   | 4     | 3     | 16 Sitze |
| 2014 | 3   | 5   | 8 *   | 8 *   | 16 Sitze |
| 2009 | 2   | 4   | 10 *  | 10 *  | 16 Sitze |
| 2004 | 4   | 5   | 7 *   | 7 *   | 16 Sitze |

### Ortsbürgermeister
Kevin Lieser (SPD) wurde am 2. Juli 2024 Ortsbürgermeister von Longuich. Bei der Direktwahl am 9. Juni 2024 war er als einziger Bewerber mit einem Stimmenanteil von 67,2 % für fünf Jahre gewählt worden.
Liesers Vorgänger Manfred Wagner hatte das Amt im Juni 2019 von Kathrin Schlöder übernommen, die es seit 2004 ausgeübt hatte.

### Wappen
Blasonierung: Schild golden, gespalten, vorne am Spalt ein halber schwarzer, rot bewehrter Adler, hinten ein schwarzes Ankerkreuz.

### Partnergemeinde
Seit 1968 besteht eine Jumelage mit Cerisiers in Burgund.

## Sehenswürdigkeiten
- Villa Urbana in Longuich, Wohnanlage aus römischer Zeit
- Alte Burg: eine von ehemals drei Burgen aus dem Mittelalter im Ortskern. Heute großes Restaurant (Rittersaal), Weingut und Hotel, mit Burgkeller aus dem 12. Jahrhundert
- Die Moselbrücke von Longuich verfügt als eine der wenigen Brücken in Deutschland noch über ein Zollhäuschen. Es stammt aus dem Jahre 1912 und diente der Erhebung des Brückenzolls.

Siehe auch:
- Liste der Kulturdenkmäler in Longuich
- Liste der Naturdenkmale in Longuich

## Veranstaltungen
Die St. Laurentius Weinstraßenkirmes findet regelmäßig im August statt. Dabei wird jedes Jahr die neue Weinkönigin samstags abends gekrönt.

## Wirtschaft
Heute lebt Longuich überwiegend vom Weinbau, aber auch der Tourismus ist inzwischen ein starkes Standbein der örtlichen Wirtschaft, so gibt es ein Hotel und vier Pensionen mit insgesamt 240 Gästebetten. Seit einigen Jahren verfügt Longuich über ein Gewerbegebiet, in dem derzeit 17 Betriebe mit rund 350 Arbeitsplätzen angesiedelt sind.
Longuich verfügt über eine eigene Autobahnabfahrt an der Bundesautobahn 1 in der Nähe des Autobahndreiecks Moseltal. Die nächstgelegenen Orte sind Riol (moselabwärts) und Kirsch (moselaufwärts), sowie Schweich und Longen auf der anderen Moselseite.
Die Schnellbuslinie 800 des RNN verbindet ab August 2022 Longuich mit Trier bzw. mit Thalfang, Allenbach und Idar-Oberstein, wo ein Anschluss an die Nahetalbahn besteht. Die Busse bedienen die Haltestelle "Longuich P&R".

## Weinlagen
- Maximiner Herrenberg
- Herrenberg
- Hirschlay

Bezeichnung der Großlage: Probstberg

## Persönlichkeiten
- Johannes Reckschenkel (1525–1611), Theologe und Autor, später Kartäuserprior in Köln
- Johann Gaspar Spurzheim (1776–1832), Arzt und Phrenologe